# 万象影城 (杭州万象城店)

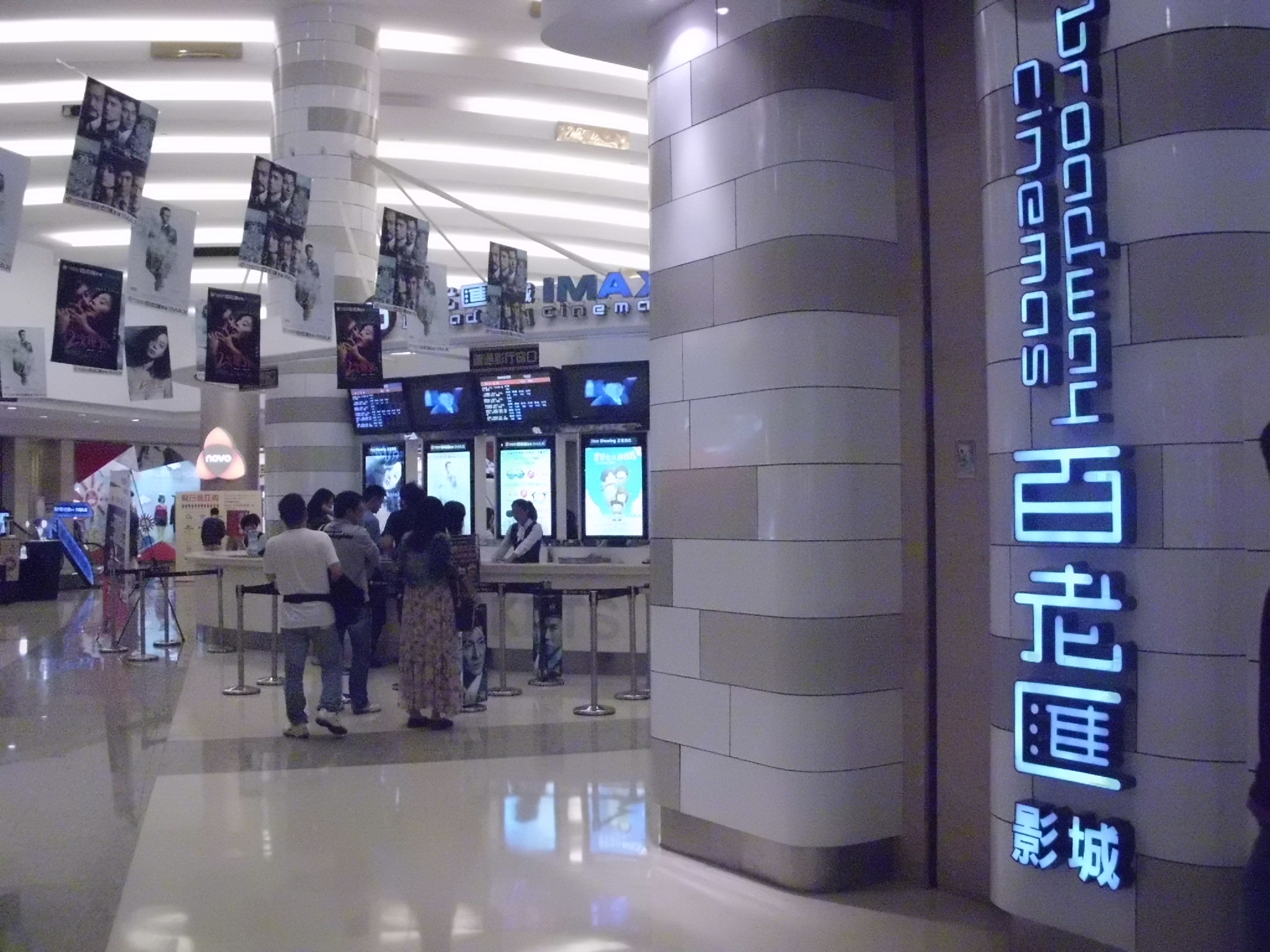
位于三楼的售票处

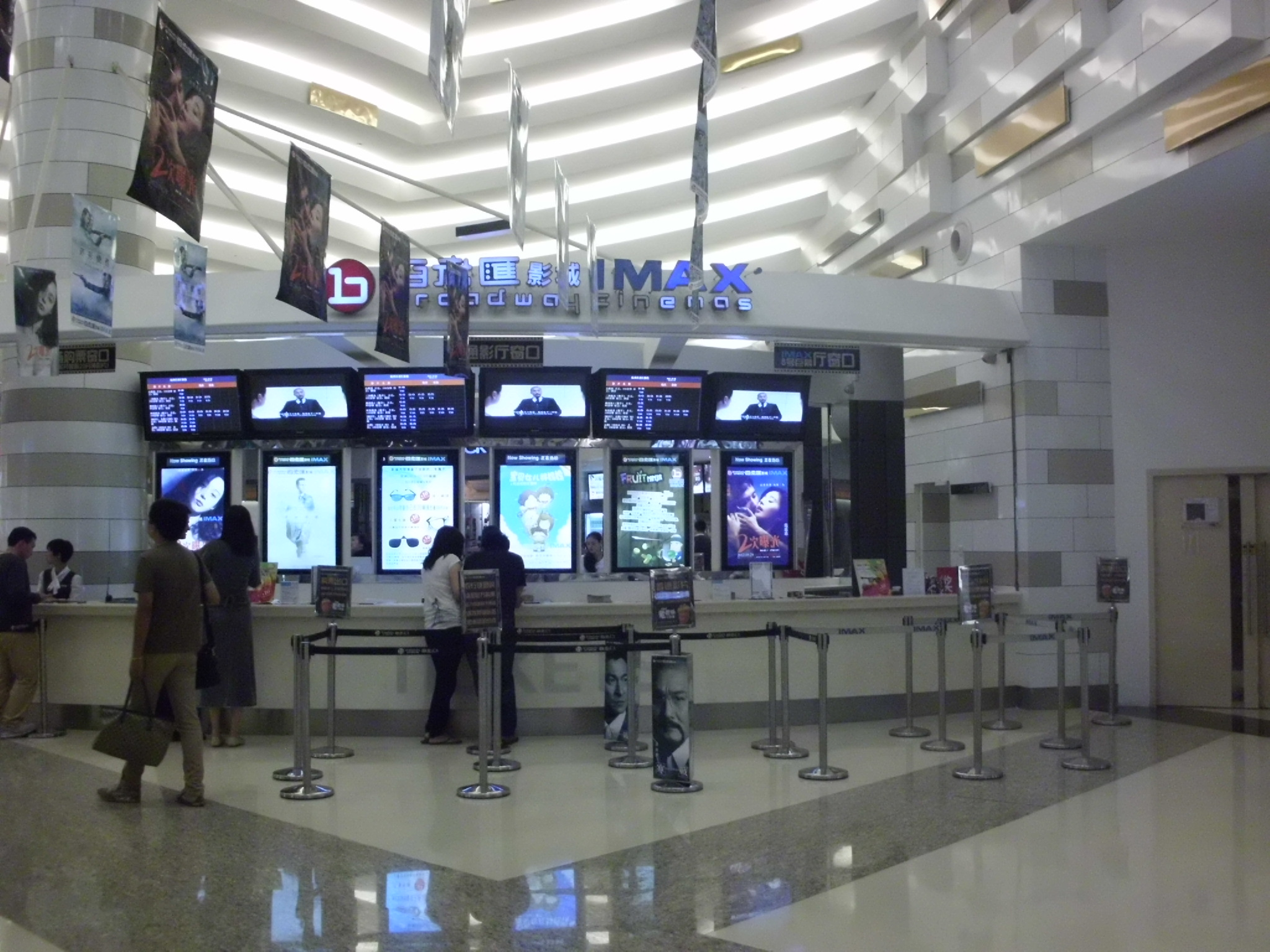
售票大厅

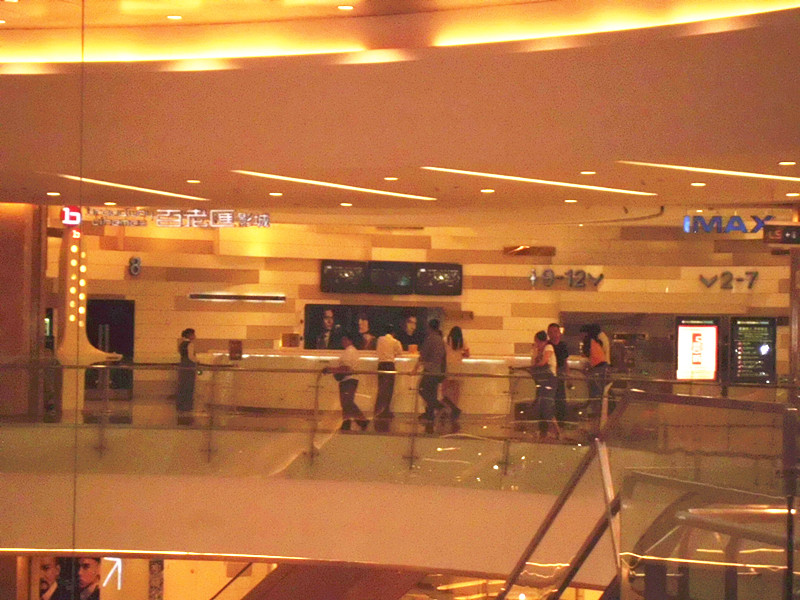
位于五楼的检票入口

万象影城 (杭州万象城店)，旧称杭州百老汇影城（即百老汇影城 (IMAX万象城店)），是由華潤投资的一家影院，位于杭州市上城区（原江干区）钱江新城富春路701号万象城三层，2010年8月开业。影城分布于万象城第三、四、五层第358、458、558号商铺，面积8000余平方米，有12个厅（含1个IMAX影厅，银幕高12米，宽22米，可容纳464名观众，是杭州第一家IMAX影院；以及一个可容纳300人的巨幕厅）共2000余座位，曾为百老汇戏院投资金额最大、经营面积最大的一家影院，也是浙江省规模最大的影院之一。

## 杭州百老汇院线
2016年11月，位于杭州嘉里中心的杭州百美汇影城嘉里中心店开业，百美汇影城也属于百老汇院线旗下，共8个影厅1080个宽距座椅，其中有一个LUXE巨幕影厅。
2017年5月，位于滨江宝龙城5楼的杭州第二家百老汇影城——百老汇影城 (LUXE滨江宝龙店)开业，有8个影厅1500个座椅，其中LUXE巨幕厅有287个座位，总建筑面积4022平米。

## 停业更名
2021年12月29日，该影城宣布将于2022年1月11日起停业，原影城位置将由华润置地旗下万象影城接手。
2022年1月，杭州百老汇影城停业，并由华润接手更名为万象影城 (杭州万象城店)，成为杭州第二家万象影城，第一家为杭州万象影城（杭州萧山万象汇店）。

## 图片
- 三楼售票处
- 五楼入口
- IMAX影厅入口
- 走廊
- 小海报